# Funkcyjny
Funkcyjny – żołnierz wchodzący w skład drużyny, działonu, obsługi i załogi, np.:
- w skład obsługi działa wchodzą:
  - celowniczy,
  - zamkowy,
  - ładowniczy,
  - amunicyjni,
  - kierowca;
- w skład załoga czołgu zaś:
  - działonowy,
  - ładowniczy (tylko w niektórych typach czołgów),
  - kierowca.